# Crazy Cars III
Crazy Cars III é um jogo eletrônico de corrida lançado pela Titus France em 1992 para o MS DOS e Amiga CD32. Como o próprio nome sugere, trata-se da 3a sequência dos jogos da série Crazy Cars.
2 anos após o lançamento de Crazy Cars III, a mesma desenvolvedora (Titus France) faria um upgrade neste game para lançá-lo nos consoles Super Nintendo, Amiga CD32, Atari ST, Commodore 64 e Game Boy, com o título de Lamborghini American Challenge.